# Katedra w Eczmiadzynie
Katedra w Eczmiadzynie (arm. Էջմիածնի Մայր Տաճար) – najstarsza i najważniejsza świątynia ormiańska, kościół macierzysty Apostolskiego Kościoła Ormiańskiego, wybudowany na fundamentach pogańskiej bazyliki przez Grzegorza Oświeciciela w latach 301–303, zaraz po tym jak król Tiridates III jako pierwszy władca w historii przyjął chrześcijaństwo; jednocześnie najstarsza katedra na świecie. Znajduje się w mieście Wagharszapat, około 18 km na zachód od Erywania. Została poważnie zniszczona, po czym w 483 odbudowana niemal od podstaw w obecnej formie przez Wagana I Mamikoniana. W 618 kopuła wykonana z drewna została zastąpiona kamienną, która przetrwała w stanie niemal nienaruszonym do czasów obecnych.
Masywna budowla opiera się na czterech filarach połączonych za pośrednictwem smukłych arkad z zewnętrznymi murami świątyni. Mury znajdujące się na północnej stronie pochodzą z IV i V wieku. W XVII w. naprzeciwko zachodniego wejścia została wzniesiona trzykondygnacyjna dzwonnica. Sześciokolumnowe rotundy, wybudowane w XVII w. w północnej, wschodniej i południowej części świątyni, nadają katedrze pięciokopułowy obrys.
W świątyni znajdują się liczne zabytkowe rękopisy, ikony, rzeźby, krucyfiksy. Najcenniejszym skarbem jest grot Włóczni Przeznaczenia (zwana także włócznią Longinusa), uważanej za relikwię Męki Pańskiej, przechowywany w złotym relikwiarzu w skarbcu katedralnym. Według pochodzącego z XIII w. armeńskiego manuskryptu i tradycji włócznia została przewieziona w to miejsce przez apostoła Judę Tadeusza.
W 2000, razem z kilkoma kościołami znajdującymi się w pobliżu, katedra w Eczmiadzynie została wpisana na listę światowego dziedzictwa UNESCO.